# Papež Hadrijan I.
Hadrijan I., je bil papež Rimskokatoliške cerkve; * 700, Rim (Bizantinsko cesarstvo); † 25. december 795, Rim (Papeška država; Frankovsko kraljestvo). 

## Življenjepis
Hadrijan je potekal iz plemenite starodavne rimske rodbine Colonna. Zgodaj je izgubil starše, pa so ga vzgajali benediktinci . Tako je bil že od mladih let v cerkveni službi. Pavel I.  ga je sprejel med klerike in je deloval v Rimu kot subdiakon, Štefan III.  pa ga je posvetil za diakona. Rimsko ljudstvo in duhovščina sta ga 1. februarja 772 enoglasno izvolila za papeža. 

## Smrt in spomin
Papež Hadrijan I. je umrl v Rimu na sam Božič, dne 25. decembra 795. Vladal je 23 let, 10 mescev in 17 dni. V času svoje smrti je bil njegov pontifikat najdaljši za apostolom Petrom (37 let). Dalj je vladal konec 18. stoletja Pij VI. (24 let). Nato so dlje časa vladali še Pij IX. (32 let), Leon XIII. (25 let) in Janez Pavel II. (27 let). 
Pokopan je v cerkvi svetega Petra v Vatikanu. Rimljani so ga objokovali kot enega svojih največjih dobrotnikov. Epitaf, ki ga še danes lahko beremo na njegovem sarkofagu, postavljenem ob cerkvenih vratih, je sestavil sam Karel Veliki. On Hadrijana imenuje »očeta«.

### Epitaf
| Epitaf (uvodni del) |
| --- |
| Hoc vobis ideo munus pie dado sacerdos, Filius ut mentem Patris adire queam. Ac memorare mei precibus sanctisque piisque, Hoc donum exiguum saepe tenendo manu. Et quamquam modico niteat splendore libellus, Davidis placeat celsa camaena tibi. Rivulus iste meus teneatur flumine vestro, Floriferumque nemus floscula nostra petant. Incolumis vigeas, rector, per tempera longa Ecclesiamque Dei dogmatis arte regas. |

Tako se začenja epitaf, ki ga je napisal o papežu Hadrijanu Karel Veliki , morda s pomočjo Alkuina. Pesnitev je z zlatimi črkami dal vrezati v črn marmor ter poslati v Rim, kjer jo lahko še danes beremo. Epitaf se začne: »Tukaj počiva oče Cerkve, slava Rima, znamenit pisatelj, blaženi papež Hadrijan. Rojen od plemenitih staršev je bil še plemenitejši po svojih vrlinah. Cerkev je obogatil s svojimi darovi, ljudstva pa s svojim svetim poučevanjem. Rim – glavno mesto sveta – je ponovno utrdil z obzidjem. Ti, ki si bil moja draga ljubezen, si sedaj moja žalost. Najini imeni povezujem skupaj: Hadrijan in Karel; jaz kralj – ti oče. Z Božjimi svetniki naj se veseli tvoja duša.«

### Ocena
Hadrijan je bil zale postave, temeljite izobrazbe, privlačnega vedenja – poleg tega pa še mož diamantno trdnega značaja, ki je razmere svoje dobe preiskoval z ostrim očesom in presojal še z ostrejšim umom.